# Kidō Senshi Z Gundam: Zenpen Zeta no Kodō
Kidō Senshi Z Gundam: Zenpen Zeta no Kodō (機動戦士Ｚガンダム　前編　ゼータの鼓動) est un jeu vidéo du type shoot them up développé et édité par Bandai en avril 1997 sur Saturn. C'est une adaptation en jeu vidéo de la série basée sur l'anime Mobile Suit Gundam et notamment Mobile Suit Zeta Gundam. C'est le premier opus d'une série de deux jeux vidéo,.

## Série
1. Kidō Senshi Z Gundam: Zenpen Zeta no Kodou
2. Kidō Senshi Z Gundam: Kouhen Uchuu wo Kakeru : 1997, Saturn